# 河北省春燕豫剧团
河北省春燕豫剧团位于河北省石家庄市。其前身是西藏豫剧团，后于1981年被内调至河北省邯郸市，被时任中国共产党总书记胡耀邦命名为春燕豫剧团。后又从邯郸转进省会石家庄市。

## 参看
- 豫剧团列表